# South-west Porcupine Bank SAC
South-west Porcupine Bank SAC este o arie protejată (arie specială de conservare — SAC, sit de importanță comunitară — SCI) din Irlanda întinsă pe o suprafață de 32.929,9 ha, integral marine.

## Localizare
Centrul sitului South-west Porcupine Bank SAC este situat la coordonatele 51°47′57″N 15°01′29″W / 51.799178°N 15.024771°V.

## Înființare
Situl South-west Porcupine Bank SAC a fost declarat sit de importanță comunitară în iunie 2006 pentru a proteja un număr necunoscut de specii din flora spontană și fauna sălbatică aflate în arealul zonei. Situl a fost protejat și ca arie specială de conservare în februarie 2016.

## Biodiversitate
Situată în ecoregiunea atlantică, aria protejată conține 1 habitat natural: Recifuri.
La baza desemnării sitului se află un număr nedeclarat de specii protejate.
Pe lângă speciile protejate, pe teritoriul sitului au mai fost identificate 1 specie de nevertebrate.